# Association pour la recherche sur la ville et l'habitat
L’Association pour la recherche sur la ville et l’habitat (ARVHA) est une association à but non lucratif française fondée en 1993 ayant pour but de promouvoir la recherche, la formation, et la lutte contre les discriminations dans l’architecture.
Elle est surtout connue pour son Prix des femmes architectes, lancé en 2013,.

## Historique
Membre du réseau mondial « Women In Architecture » (WIA) depuis 2005, l’ARVHA en crée une antenne française le 20 avril 2018, avec l’association Architectuelles Hauts-de-France,.